# Triviidae
Triviidae (nomeadas, em inglês, trivia -sing. ou bean cowrie -sing.; no século XX colocadas entre os Eratoidae) é uma família de moluscos gastrópodes marinhos, geralmente predadores de Ascidiacea, classificada por Franz Hermann Troschel, em 1863, e pertencente à subclasse Caenogastropoda, na ordem Littorinimorpha. Sua distribuição geográfica abrange principalmente os oceanos de clima tropical e temperado da Terra, em profundidades da zona entremarés e zona nerítica.

## Descrição
Compreende, em sua totalidade, caramujos ou búzios de conchas ovoides ou subglobosas e sem nenhuma espiral visível em espécimes adultos, similares às dos Cypraeidae; pequenas e raramente atingindo ou ultrapassando os 2 centímetros de comprimento; geralmente cobertas com ranhuras que partem de sua columela e lábio externo, em sua base plana e de abertura quase sempre estreita, contornando sua superfície e podendo ser interrompidas por uma ranhura ou depressão longitudinal, no dorso; geralmente brancas ou monocromáticas, em colorações rosadas, amareladas ou castanhas, com poucos desenhos e marcações mais escuras, quando ocorrem; sem perióstraco ou opérculo, mas dotadas de um curto canal sifonal. Em vida, o animal envolve parcialmente as laterais de seu manto sobre a concha, podendo lhes dar a aparência de uma lesma marinha. Na maioria dos casos, quando estão rastejando, um par de tentáculos, em sua cabeça, surge, dotados de olhos basais, acima de uma probóscide. Outro aspecto é seu sifão único, sobre a cabeça e que se abre para a cavidade do manto.

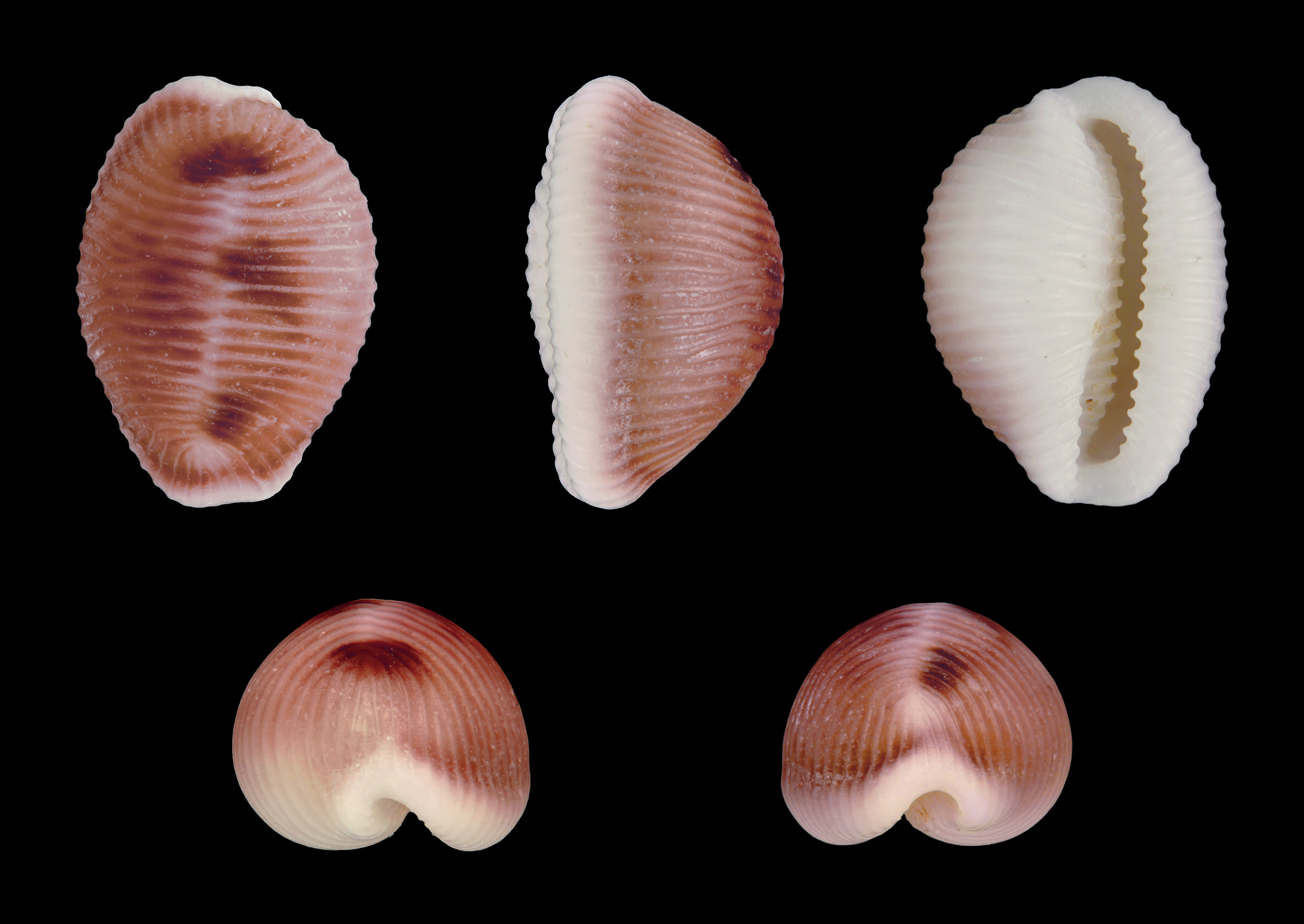
Cinco vistas da concha de Trivia monacha (da Costa, 1778), encontrada no mar Mediterrâneo e mar do Norte.
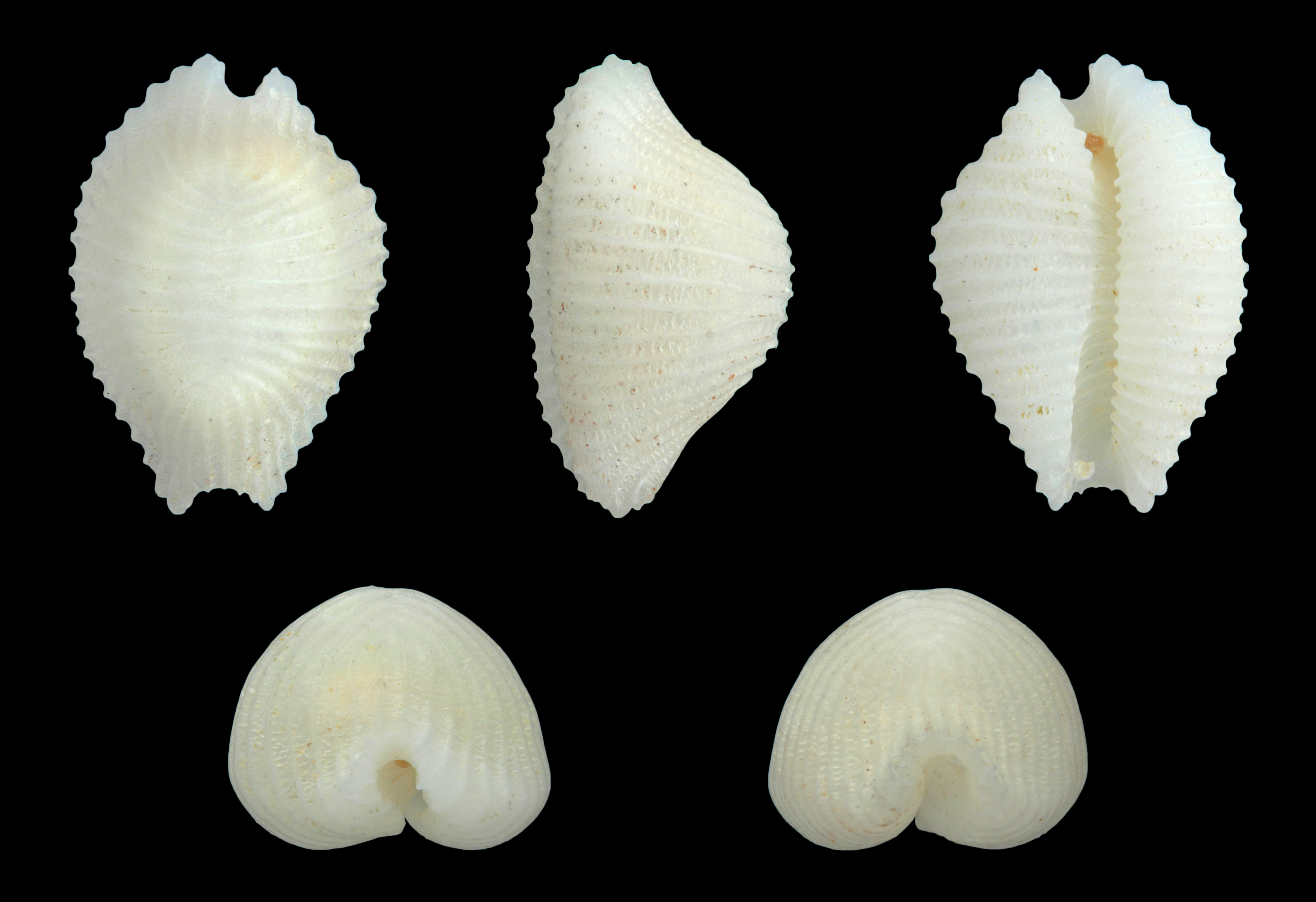
Cinco vistas da concha de Dolichupis producta (Gaskoin, 1836), encontrada nas costas do Indo-Pacífico.
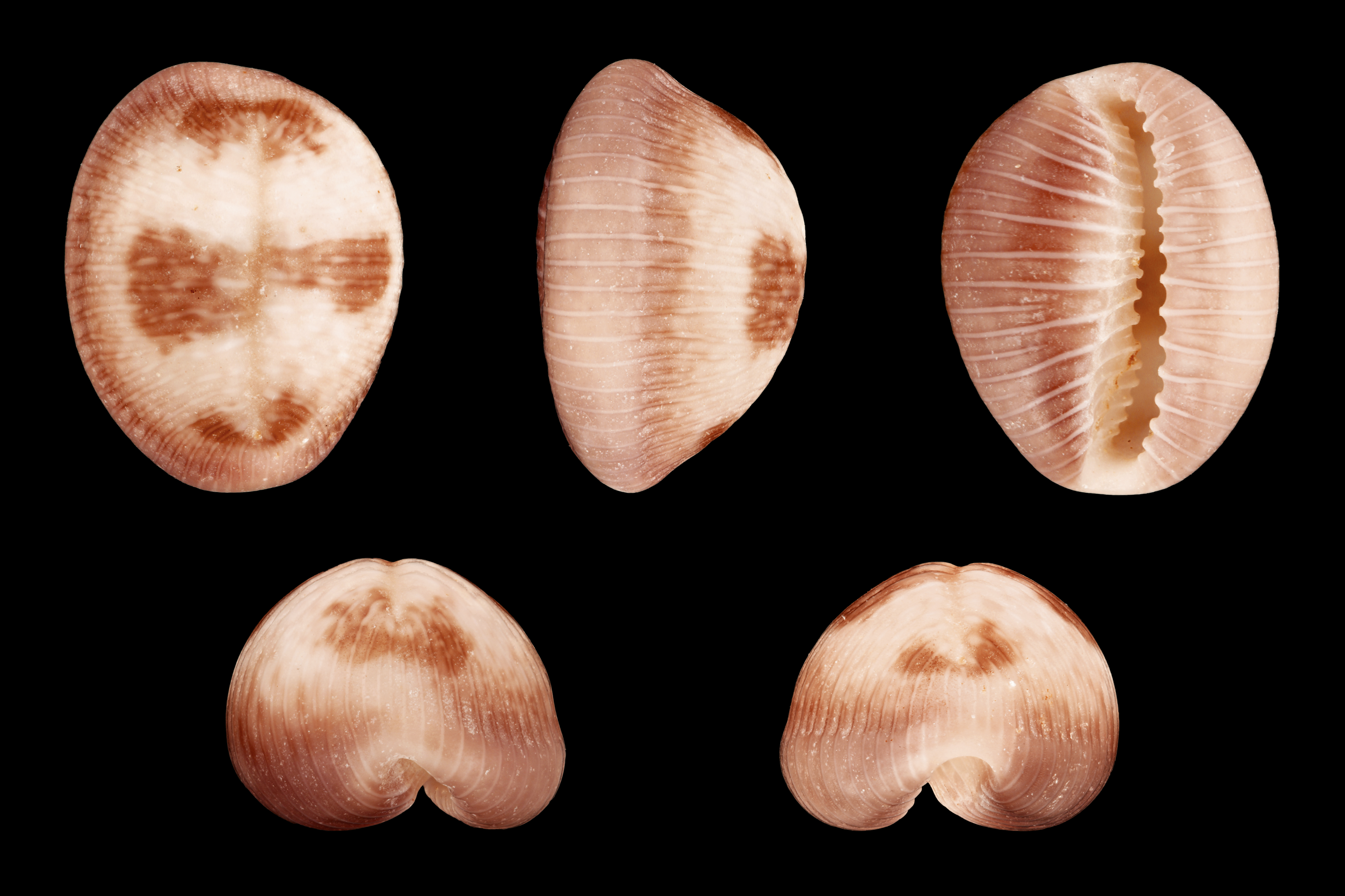
Cinco vistas da concha de Pusula pediculus (Linnaeus, 1758), encontrada dos Estados Unidos e Caribe até sudeste do Brasil.
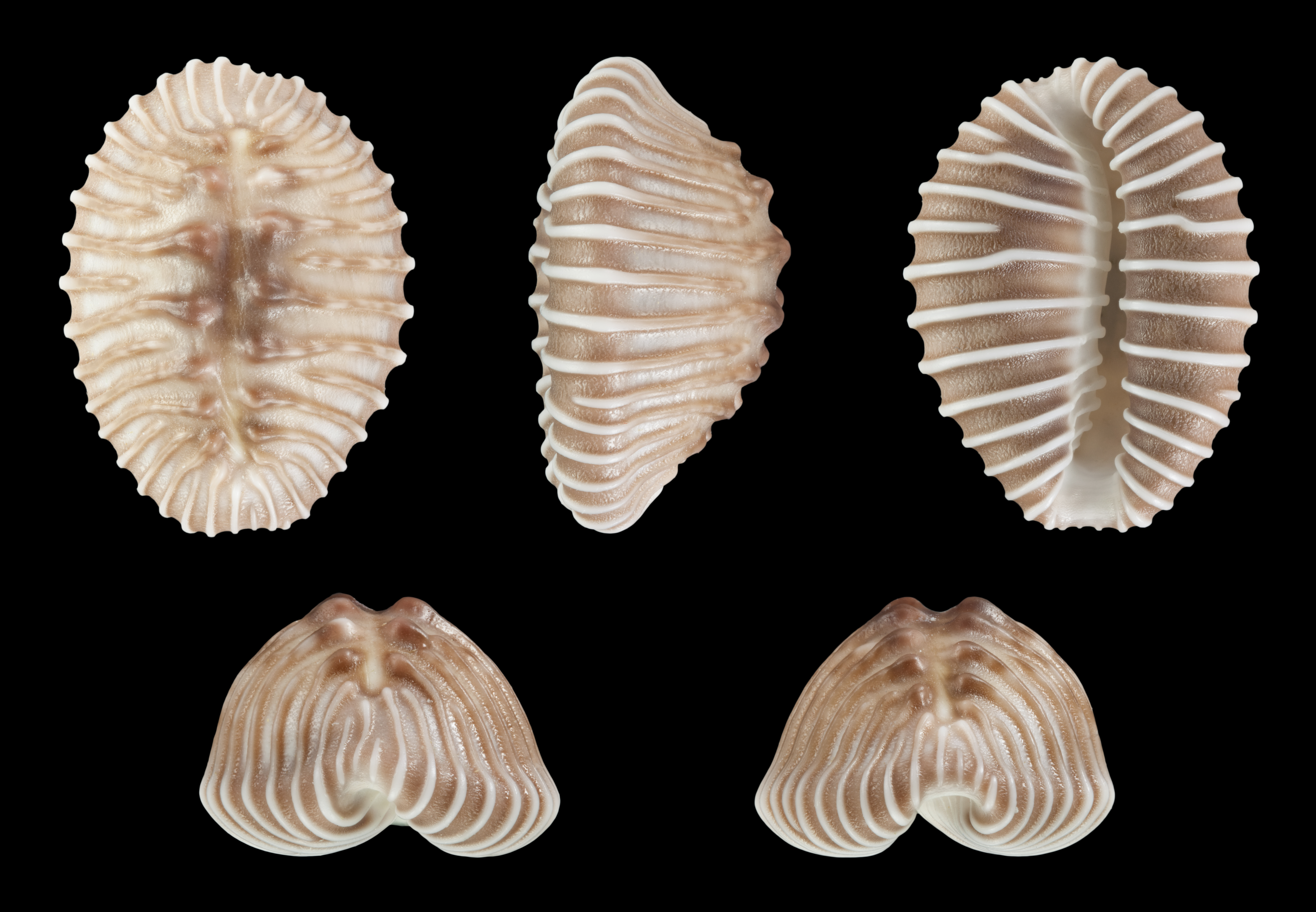
Cinco vistas da concha de Pusula solandri (Gray, 1832), encontrada da Califórnia ao Peru e Galápagos.
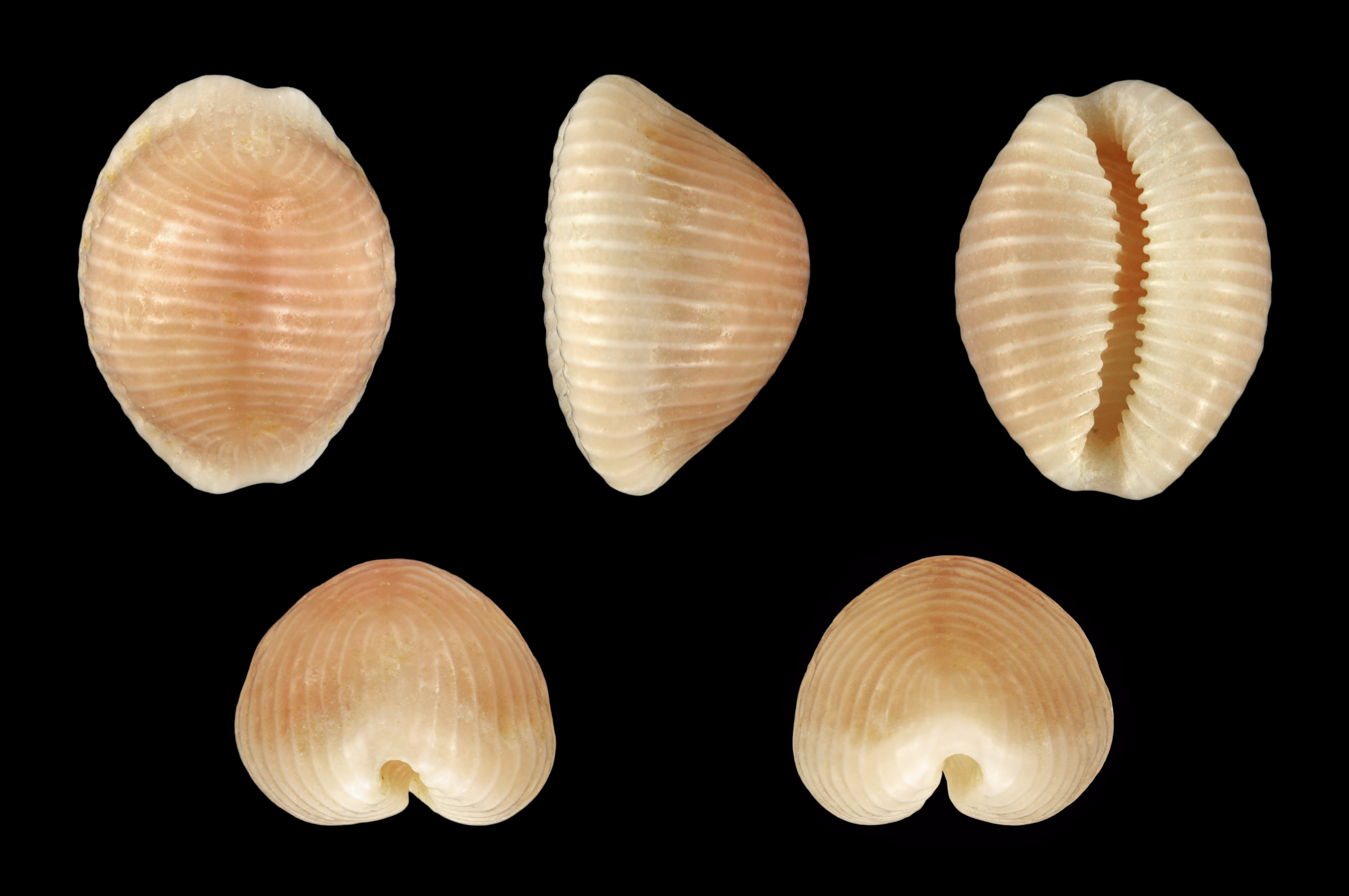
Cinco vistas da concha de Dolichupis rubinicolor (Gaskoin, 1836), encontrada nas ilhas da Nova Caledônia.
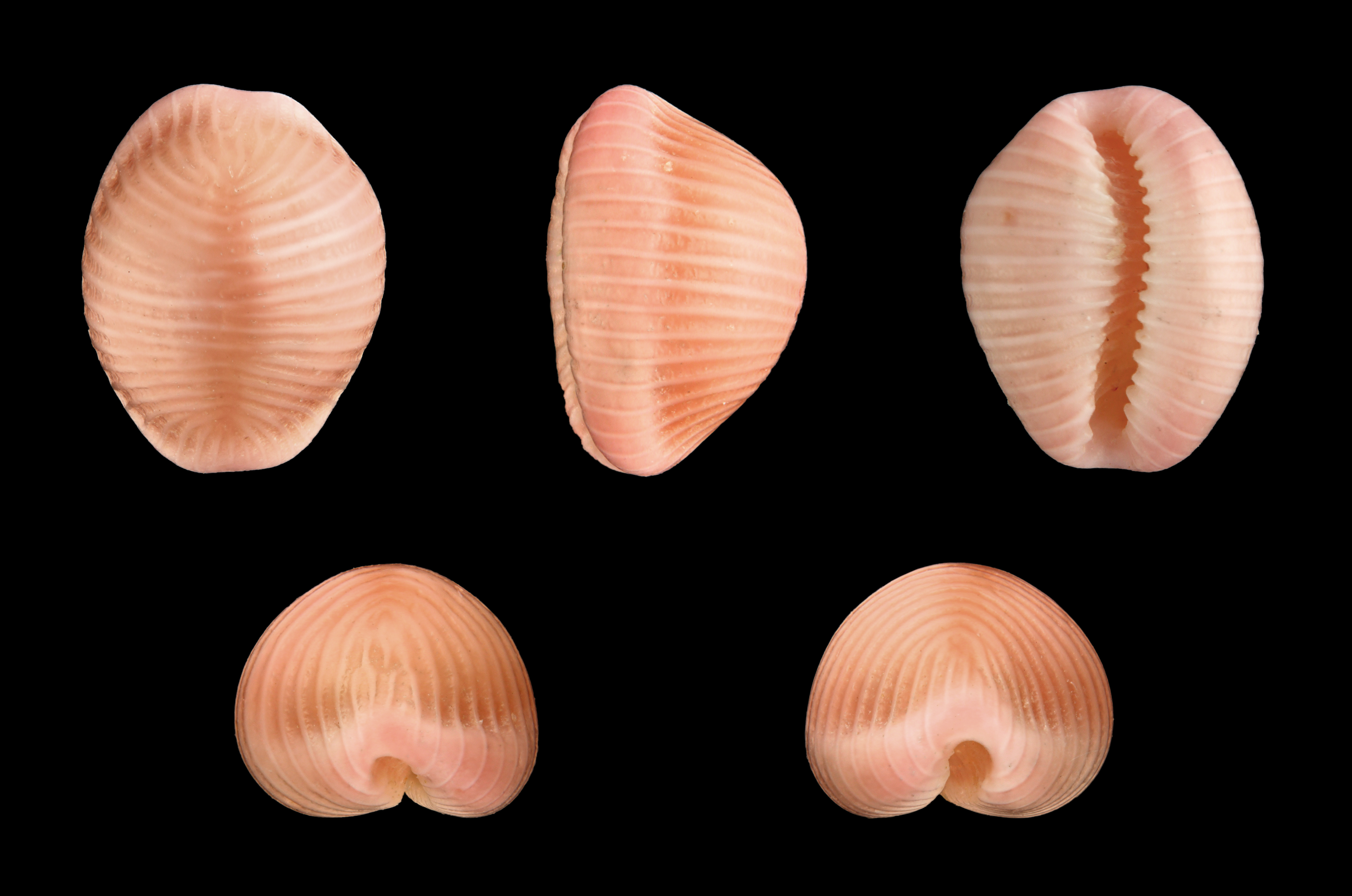
Cinco vistas da concha de Dolichupis janae (Lorenz, 2001), encontrada no Sri Lanka, oceano Índico.

## Classificação deTriviidae: gêneros viventes
De acordo com o World Register of Marine Species, suprimidos os sinônimos e gêneros extintos.
Cleotrivia Iredale, 1930
Dolichupis Iredale, 1930
Ellatrivia Cotton & Godfrey, 1932
Gregoia Fehse, 2015
Niveria Jousseaume, 1884
Novatrivia Fehse, 2015
Pseudopusula Fehse & Grego, 2014
Purpurcapsula Fehse & Grego, 2009
Pusula Jousseaume, 1884
Quasipusula Fehse & Grego, 2014
Semitrivia Cossmann, 1903
Trivellona Iredale, 1931
Trivia Gray, 1837
Triviella Jousseaume, 1884
Trivirostra Jousseaume, 1884